# De troubadour
De troubadour  is een single van de Nederlandse zangeres Lenny Kuhr. Het nummer was tevens de Nederlandse inzending voor het Eurovisiesongfestival 1969. Het lied en ook de B-kant Mais non, monsieur is geschreven door David Hartsema en gecomponeerd door Lenny Kuhr. Het lied werd ook opgenomen in het Duits, Frans, Engels, Spaans en Italiaans.

## Songfestival 1969

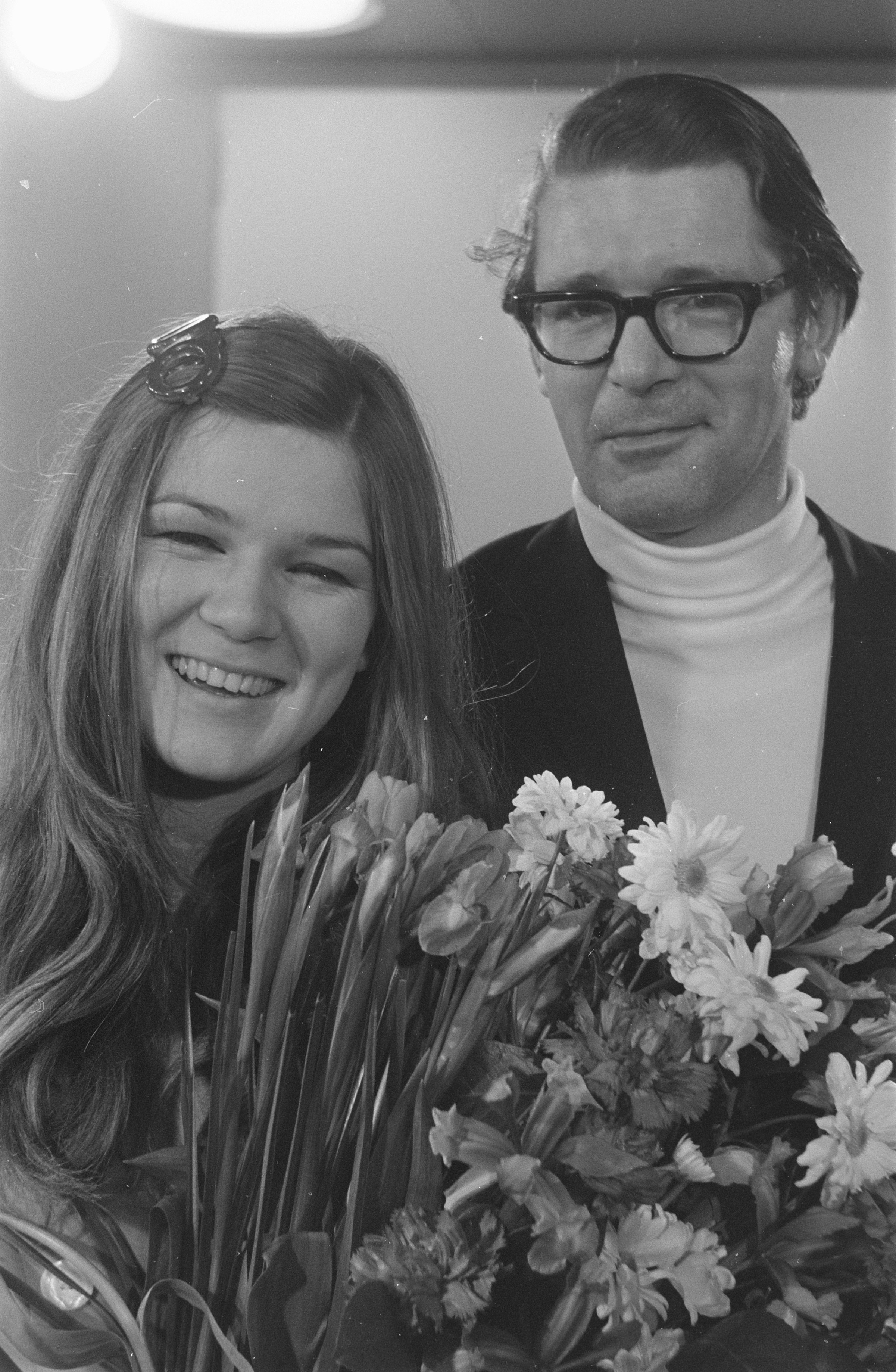
Tekstschrijver David Hartsema (1925-2009) achter Kuhr na haar overwinning in 1969.

In 1969 nam Kuhr deel aan het Nationaal Songfestival dat werd gehouden op 26 februari 1969. Kuhr wist dit festival te winnen en zij mocht met het lied De troubadour Nederland vertegenwoordigen op het 14de Eurovisiesongfestival gehouden in Madrid. Op de avond van de grote finale (29 maart) eindigde Kuhr met 18 punten op de eerste plaats, een eerste plaats die ze echter wel met drie andere landen moest delen. Deze gedeelde overwinning vormt wel een unicum in de geschiedenis van het Eurovisiesongfestival. En ook uniek: Nederland eindigde in 1968 op een gedeelde laatste plaats en in 1969 dus op een gedeelde eerste plek.

## De generaal
In 1974 had Kuhr een hit met dezelfde melodie, dit keer met de gelegenheidstekst De generaal, voor het WK voetbal van 1974 geschreven door Gerrit den Braber, een ode aan trainer Rinus Michels.

## De Admiraal
Tijdens het WK van 2022 bracht ze voor het BNNVARA-programma Even tot hier een ode aan bondscoach Louis van Gaal getiteld De Admiraal. De tekst van Jeroen Woe en Niels van der Laan was actueel omdat op moment van uitzending het Nederlands elftal enkele uren daarvoor de Verenigde Staten had verslagen en zich had geplaatst voor de kwartfinale.

## Hitnotering
De bij het Songfestival behaalde eerste plaats wordt echter niet weerspiegeld in de hitnoteringen.

### Nederlandse Top 40
| Positie: | 21 | 12 | 15 | 22 | 39 | 29 | 37 | uit |

### NederlandseParool Top 20
| Positie: | 18 | uit |

### NPO Radio 2 Top 2000
| Nummer met noteringen in de NPO Radio 2 Top 2000 | '99  | '00  | '01  | '02 | '03  | '04  | '05  | '06  | '07  | '08  |
| ------------------------------------------------ | ---- | ---- | ---- | --- | ---- | ---- | ---- | ---- | ---- | ---- |
| De troubadour                                    | 1431 | 1486 | 1869 | -   | 1695 | 1919 | 1974 | 1742 | 1970 | 1783 |

1. ↑  Een '-' betekent dat het nummer niet was genoteerd en een vetgedrukt getal geeft de hoogste notering aan.
2. ↑  Deze tabel is bijgewerkt tot en met de laatste editie (2024).

1956: De vogels van Holland / Voorgoed voorbij · 1957: Net als toen · 1958: Heel de wereld · 1959: 'n Beetje · 1960: Wat een geluk · 1961: Wat een dag · 1962: Katinka · 1963: Een speeldoos · 1964: Jij bent mijn leven · 1965: 't Is genoeg · 1966: Fernando en Filippo · 1967: Ring-dinge-ding · 1968: Morgen · 1969: De troubadour · 1970: Waterman · 1971: Tijd · 1972: Als het om de liefde gaat · 1973: De oude muzikant · 1974: Ik zie een ster · 1975: Ding-a-dong · 1976: The party's over · 1977: De mallemolen · 1978: 't Is O.K. · 1979: Colorado · 1980: Amsterdam · 1981: Het is een wonder · 1982: Jij en ik · 1983: Sing me a song · 1984: Ik hou van jou · 1986: Alles heeft ritme · 1987: Rechtop in de wind · 1988: Shangri-la · 1989: Blijf zoals je bent · 1990: Ik wil alles met je delen · 1992: Wijs me de weg · 1993: Vrede · 1994: Waar is de zon · 1996: De eerste keer · 1997: Niemand heeft nog tijd · 1998: Hemel en aarde · 1999: One good reason · 2000: No goodbyes · 2001: Out on my own · 2003: One more night · 2004: Without you · 2005: My impossible dream · 2006: Amambanda · 2007: On top of the world · 2008: Your heart belongs to me · 2009: Shine · 2010: Ik ben verliefd (sha-la-lie) · 2011: Never alone · 2012: You and me · 2013: Birds · 2014: Calm after the storm · 2015: Walk along · 2016: Slow down · 2017: Lights and shadows · 2018: Outlaw in 'em · 2019: Arcade · 2020: Grow · 2021: Birth of a new age · 2022: De diepte · 2023: Burning daylight · 2024: Europapa
1956: Refrain · 
1957: Net als toen · 
1958: Dors, mon amour · 
1959: 'n Beetje · 
1960: Tom Pillibi · 
1961: Nous les amoureux · 
1962: Un premier amour · 
1963: Dansevise · 
1964: Non ho l'età · 
1965: Poupée de cire, poupée de son · 
1966: Merci, chérie · 
1967: Puppet on a string · 
1968: La la la · 
1969: Un jour, un enfant, De troubadour, Vivo cantando, Boom bang-a-bang · 
1970: All kinds of everything · 
1971: Un banc, un arbre, une rue · 
1972: Après toi · 
1973: Tu te reconnaîtras · 
1974: Waterloo · 
1975: Ding-a-dong · 
1976: Save your kisses for me · 
1977: L'oiseau et l'enfant · 
1978: A-ba-ni-bi · 
1979: Hallelujah · 
1980: What's another year · 
1981: Making your mind up · 
1982: Ein bißchen Frieden · 
1983: Si la vie est cadeau · 
1984: Diggi-loo diggi-ley · 
1985: La det swinge · 
1986: J'aime la vie · 
1987: Hold me now · 
1988: Ne partez pas sans moi · 
1989: Rock me · 
1990: Insieme: 1992 · 
1991: Fångad av en stormvind · 
1992: Why me? · 
1993: In your eyes · 
1994: Rock 'n' roll kids · 
1995: Nocturne · 
1996: The voice · 
1997: Love shine a light · 
1998: Diva · 
1999: Take me to your heaven · 
2000: Fly on the wings of love · 
2001: Everybody · 
2002: I wanna · 
2003: Everyway that I can · 
2004: Wild dances · 
2005: My number one · 
2006: Hard rock hallelujah · 
2007: Molitva · 
2008: Believe · 
2009: Fairytale · 
2010: Satellite · 
2011: Running scared · 
2012: Euphoria · 
2013: Only teardrops · 
2014: Rise like a phoenix · 
2015: Heroes · 
2016: 1944 · 
2017: Amar pelos dois · 
2018: Toy · 
2019: Arcade · 
2021: Zitti e buoni · 
2022: Stefania · 
2023: Tattoo · 
2024: The code